# Siège de Kagoshima
Batailles
Campagne de Kyūshū
- Toshimitsu
- Hetsugi-gawa
- Takajō
- Ganjaku
- Akizuki
- Sendai-gawa
- Kagoshima

Le siège de Kagoshima en 1587 se déroule durant la période Sengoku du Japon et constitue le dernier acte de résistance de la famille Shimazu contre les forces de Toyotomi Hideyoshi. Il s'agit de la dernière bataille de la campagne de ce dernier dans sa conquête du Kyūshū.
À la suite de la défaite des Shimazu à la bataille de la Sendai-gawa, les membres survivants du clan se retirent dans leur château de Kagoshima. Les forces de Toyotomi Hideyoshi qui se montent à environ 60 000 hommes, débarquent en provenance d'Akune. Sous la conduite de Hashiba Hidenaga, Fukushima Masanori, Katō Kiyomasa et Kuroda Yoshitaka, elles encerclent la ville. Les divisions terrestres, qui ne sont pas sur les bateaux venus d'Akune, ont parcouru les vallées volcaniques qui défendent la ville avec l'aide des moines locaux.
En fin de compte, aucun combat n'a lieu car les Shimazu se rendent.

## Source de la traduction
- (en) Cet article est partiellement ou en totalité issu de l’article de Wikipédia en anglais intitulé « Siege of Kagoshima » (voir la liste des auteurs).